# 빈고혼조역
빈고혼조역(일본어: 備後本庄駅)은 일본 히로시마현 후쿠야마시에 위치한 서일본 여객철도 후쿠엔 선의 철도역이다. 단선 승강장 1면 1선의 구조를 갖춘 지상역이다.

## 이용 현황
| 승차 인원 추이 | 승차 인원 추이 |
| 연도           | 1일 평균       |
| -------------- | -------------- |
| 2001           | 378            |
| 2002           | 378            |
| 2003           | 393            |
| 2004           | 392            |
| 2005           | 408            |
| 2006           | 416            |
| 2007           | 415            |
| 2008           | 405            |
| 2009           | 441            |
| 2010           | 425            |
| 2011           | 350            |
| 2012           | 307            |
| 2013           | 384            |
| 2014           | 375            |

## 역 주변
- 후쿠야마 시립 여자 단기 대학
- 방송대학학원 후쿠야마 학습센터
- 아시다 강

## 역사
- 1940년 2월 1일 : 개업.
- 1987년 4월 1일 : 일본국유철도 분할 민영화에 의해, 서일본 여객철도가 승계.
- 1991년 4월 1일 : 무인화.
- 2007년
  - 7월 : ICOCA 대응 간이형 자동 개찰기 도입.
  - 9월 1일 : IC 카드 ICOCA 이용 개시.

## 인접 역
| 후쿠엔 선              | 후쿠엔 선   | 후쿠엔 선                     |
| ---------------------- | ----------- | ----------------------------- |
| 후쿠야마 후쿠야마 방면 | ■ 후쿠엔 선 | 요코오 시오마치 · 미요시 방면 |